# 2e brigade blindée (Royaume-Uni)
Pour les articles homonymes, voir 2e brigade.
La 2e brigade blindée (en anglais : 2nd Armoured Brigade) est une brigade blindée de l'armée britannique, faisant partie de l'armée régulière d'avant-guerre, active pendant la Seconde Guerre mondiale. Avant le 14 avril 1940, elle fut intitulée 2e brigade blindée légère.

## Historique
La 2e brigade blindée fait partie de la 1re division blindée lorsqu'elle est envoyée en France dans le cadre du Corps expéditionnaire britannique en 1940. L'unité est évacué de Brest sans son matériel lourd.
Après une reformation, la brigade est envoyée en novembre 1941 en Afrique du Nord, où elle sert dans les 1re et 7e divisions blindées. L'unité combat à Gazala, El Alamein, lors de la campagne de Tunisie et de la campagne d'Italie.

### Commandants
- Brigadier F. Thornton
- Brigadier Richard McCreery
- Brigadier Raymond Briggs
- Brigadier Arthur Fisher
- Brigadier Robert Peake
- Brigadier Richard Goodbody
- Brigadier John Frederick Boyce Combe

## Unités composantes pendant la Seconde Guerre mondiale
- The Queen's Bays (2nd Dragoon Guards)
- 9th Queen's Royal Lancers
- 10th Royal Hussars (Prince of Wales's Own)
- 1st Bn. The Rifle Brigade
- 9th Bn. The King's Own Yorkshire Light Infantry